# رئيس وزراء إيطاليا
رئيس وزراء إيطاليا، ويُعرف رسميًا باسم رئيس مجلس الوزراء (بالإيطالية: Presidente del Consiglio dei Ministri)،  هو رئيس الحكومة في الجمهورية الإيطالية. وقد نُص على منصب رئيس مجلس الوزراء في المواد 92 إلى 96 من دستور إيطاليا. يُعيَّن رئيس الوزراء من قبل رئيس الجمهورية، ويجب أن يحظى بثقة البرلمان ليظل في منصبه.
قبل تأسيس الجمهورية الإيطالية، كان يُعرف المنصب باسم رئيس مجلس وزراء مملكة إيطاليا. وخلال النظام الفاشي من عام 1925 حتى 1943، تحوّل المنصب إلى موقع دكتاتوري تحت مسمى رئيس الحكومة، رئيس الوزراء، أمين الدولة، وكان يشغله بنيتو موسوليني، زعيم الفاشية، الذي حكم رسميًا باسم ملك إيطاليا. وفي عام 1943، أقال الملك فيكتور إيمانويل الثالث موسوليني من منصبه، وأُعيد تأسيس المنصب، فتولى المارشال بيترو بادوليو رئاسة الحكومة. وفي عام 1944، أُعيد اسم "رئيس مجلس الوزراء" رسميًا عندما عُيّن إيفانو بونومي في هذا المنصب. وأصبح ألتشي دي غاسبيري أول رئيس وزراء للجمهورية الإيطالية في عام 1946.
رئيس الوزراء هو رئيس مجلس الوزراء الذي يمتلك السلطة التنفيذية، ويُشبه المنصب في صلاحياته نظيره في معظم الأنظمة البرلمانية. ووفقًا للترتيب البروتوكولي الرسمي في إيطاليا، يُعتبر المنصب الرابع من حيث الأهمية بعد رئيس الجمهورية ورئيسي مجلسي البرلمان (مجلس الشيوخ ومجلس النواب). إلا أن رئيس الوزراء يُعد فعليًا القائد السياسي للبلاد والرئيس التنفيذي بحكم الأمر الواقع.
تشغل جورجا ميلوني منصب رئيسة الوزراء الحالية منذ 22 أكتوبر 2022.

## المهام
يُشترط في رئيس الوزراء (بصفته رئيسًا لمجلس الوزراء) بموجب الدستور، أن يحظى بثقة الأغلبية المطلقة من أعضاء البرلمان الذين يحق لهم التصويت. وبالإضافة إلى الصلاحيات التي يتمتع بها كعضو في مجلس الوزراء، فإن لرئيس الوزراء سلطات محددة، أبرزها قدرته على ترشيح قائمة الوزراء الذين يُعيَّنون من قبل رئيس الجمهورية، فضلاً عن توقيعه المشارك على جميع الأدوات التشريعية ذات القوة القانونية التي يوقّعها رئيس الجمهورية.
تنصّ المادة 95 من الدستور الإيطالي على أن رئيس الوزراء "يوجّه وينسّق نشاط الوزراء". وقد استُخدمت هذه الصلاحية بدرجات متفاوتة على مرّ تاريخ الدولة الإيطالية، إذ تتأثر إلى حد كبير بالقوة السياسية التي يتمتع بها كل وزير، وبالتالي بالأحزاب التي يمثلها.
وغالبًا ما كانت مهام رئيس الوزراء تقتصر على التوسّط بين مختلف الأحزاب داخل الائتلاف الحاكم، بدلًا من توجيه أعمال مجلس الوزراء بشكل مباشر. وتُقيَّد سلطة الإشراف لدى رئيس الوزراء أكثر بفعل غياب أي صلاحية رسمية تتيح له إقالة الوزراء. وفي السابق، لجأ بعض رؤساء الوزراء إلى تقديم استقالاتهم لإجراء تعديل وزاري، حتى يتسنّى لهم أن يُعاد تعيينهم من قِبل رئيس الجمهورية وتشكيل حكومة جديدة تضم وزراء جددًا. ولكي يتحقق ذلك، يحتاج رئيس الوزراء إلى دعم رئيس الجمهورية، الذي يملك، نظريًا، صلاحية رفض إعادة تعيينه عقب استقالته.